# Lista över offentlig konst i Karlstads kommun
Lista över offentlig konst i Karlstads kommun är en förteckning över utomhusplacerad offentlig konst i Karlstads kommun.

## Skulpturer i Tingvallastaden och Klara
| Titel                        | Konstnär(er)                | Årtal | Beskrivning                   | Typ - material                                                         | Stadsdel/ort    | Plats Koordinater                                                   | Bild                   |
| ---------------------------- | --------------------------- | ----- | ----------------------------- | ---------------------------------------------------------------------- | --------------- | ------------------------------------------------------------------- | ---------------------- |
| Liten dansös                 | Torsten Fridh               | 1957  |                               | Brons                                                                  | Tingvallastaden | Frödingparken, Kungsgatan/Eneströmsgatan koordinater saknas         | Fler bilder            |
| Uppståndelse                 | David Pettersson            | 1990  |                               |                                                                        | Tingvallastaden | parken vid domkyrkan koordinater saknas                             | Uppståndelse           |
| Sveno Elfdalius              | Carl Eldh                   | 1929  | Byst över Sveno Elfdalius     | byst - brons                                                           | Tingvallastaden | parken vid domkyrkan koordinater saknas                             | Fler bilder            |
| Johan Alfred Eklund          | Sixten Nilsson Niklas Göran | 1963  | Byst över Johan Alfred Eklund | byst                                                                   | Tingvallastaden | parken vid domkyrkan koordinater saknas                             | Fler bilder            |
| Torgdammen                   | Ove Lindblom                | 1985  |                               |                                                                        | Tingvallastaden | utanför bibliotekshuset 59.38379, 13.50223                          | Fler bilder            |
| Livsströmmen och Källan      | Per Thorlin                 | 1973  |                               | blästrad betong                                                        | Tingvallastaden | Bibliotekshusets fasad 59.38368, 13.50029                           | Fler bilder            |
| Bokmoln                      | Peter Istad                 | 2015  |                               |                                                                        | Tingvallastaden | utanför Biblioteket koordinater saknas                              | Fler bilder            |
| Kongen och Prinsen           | Siri Bjerke                 | 2005  |                               |                                                                        | Tingvallastaden | Museiparken 59.38411, 13.50093                                      | Fler bilder            |
| Frödingherm                  | Erik Rafael-Rådberg         | 1948  | Herm över Gustaf Fröding      | herm - granit                                                          | Tingvallastaden | Museiparken koordinater saknas                                      | Fler bilder            |
| Och solen har sin gång       | Leo Pettersson              | 2003  |                               | röd bohusgranit                                                        | Tingvallastaden | Museiparken 59.38472, 13.49953                                      | Och solen har sin gång |
| Hand i hand                  | Lena Cronqvist              | 1995  |                               | brons                                                                  | Tingvallastaden | spegeldammen i Museiparken 59.38439, 13.50029                       | Hand i hand            |
| Le Banc Noir                 | Eric Theret                 | 2007  |                               | diabas                                                                 | Tingvallastaden | Sandgrundsparken koordinater saknas                                 | Le Banc Noir           |
| Fur                          | Christina Jonsson           | 1995  |                               | brons                                                                  | Tingvallastaden | Sandgrundsparken 59.38542, 13.49947                                 | Fur                    |
| Bryggeriarbetaren            | Gunnar Lundkvist            | 1999  |                               | betong, belagd med en patinerad yta                                    | Tingvallastaden | Museigatan, bostadsrättsföreningen Bryggargården koordinater saknas | Fler bilder            |
| Sola i Kallsta               | Herman Reijers              | 1985  |                               | brons                                                                  | Tingvallastaden | framför Stadshotellet 59.38139, 13.49995                            | Fler bilder            |
| Ferlin steppar               | Thomas Qvarsebo             | 2002  |                               | corténstål                                                             | Tingvallastaden | Kungsgatan/Västra Torggatan 59.38111, 13.50183                      | Fler bilder            |
| Fredsmonumentet              | Ivar Johnsson               | 1955  |                               | brons                                                                  | Tingvallastaden | Stora Torget 59.38083, 13.5025                                      | Fredsmonumentet        |
| Riksvapen                    | Ivar Johnsson               | 1955  |                               | Granit                                                                 | Tingvallastaden | Frimurarlogen koordinater saknas                                    | Fler bilder            |
| For Karlstad                 | Jenny Holzer                | 2005  |                               | röd granit (under en period även en ljusprojektion på Rådhusets fasad) | Tingvallastaden | Stora Torget koordinater saknas                                     | For Karlstad           |
| Gustaf Fröding               | Herman Reijers              | 1996  | Staty över Gustaf Fröding     | staty - brons                                                          | Tingvallastaden | Västra Torggatan koordinater saknas                                 | Fler bilder            |
| Efata – som tänkaren         | Torsten Molander            | 2006  |                               | brons                                                                  | Tingvallastaden | Drottninggatan 20, mot Duvans entré koordinater saknas              | Fler bilder            |
| Hertig Karl                  | Christian Eriksson          | 1926  | Staty över hertig Karl        | Staty - brons                                                          | Tingvallastaden | Residenstorget 59.38083, 13.49917                                   | Fler bilder            |
| Mater Madre                  | Liss Eriksson               | 1965  |                               | brons                                                                  | Tingvallastaden | Kvarteret Almen, bakom Stadshuset koordinater saknas                | Fler bilder            |
| Det nya skall möta det gamla | Carl Boutard                | 2015  |                               |                                                                        | Tingvallastaden | Almentorget, kvarteret Almen koordinater saknas                     | Fler bilder            |
| Rådhusörnarna                | (herr) Hoffman              | 1869  |                               | takskulpturer - tackjärn                                               | Tingvallastaden | på Rådhuset vid Stora Torget koordinater saknas                     | Rådhusörnarna          |
| Solstenen                    | Viktor Praznik              | 1995  |                               | Älvdalskvartsit                                                        | Tingvallastaden | Rondell i Hagaleden koordinater saknas                              | Fler bilder            |
| Selma Lagerlöf               | Arvid Backlund              | 1958  | Staty över Selma Lagerlöf     | brons                                                                  | Klara           | Västra bron, mittemot Karlstads teater 59.38206, 13.49881           | Selma Lagerlöf         |
| Cellisten                    | Liv Due                     | 2001  |                               | granit                                                                 | Klara           | framför Karlstads teater koordinater saknas                         | Cellisten              |
| Vindarnas boning             | Aimo Tukiainen              | 1967  |                               | brons                                                                  | Klara           | Teaterparken 59.38139, 13.49833                                     | Vindarnas boning       |
| Solur                        | Roland Haeberlein           | 1976  |                               |                                                                        | Klara           | Karolinen, Våxnäsgatan koordinater saknas                           | Fler bilder            |
| Flottaren                    | Solveig Nyqvist             | 2001  |                               | brons                                                                  | Klara           | framför NWT-huset koordinater saknas                                | Fler bilder            |
| Släggkastaren Massa Lind     | Niki Merimaa                | 2004  |                               |                                                                        | Klara           | Tingvalla IP koordinater saknas                                     | Fler bilder            |
| Zarah Leander                | Karel Becvar                | 2003  |                               |                                                                        | Klara           | Karlstads Teaters foajé koordinater saknas                          |                        |

## Skulpturer i Råtorp, Sandbäcken, Våxnäs, Gruvlyckan, Kvarnberget, Marieberg, Viken, Orrholmen, Herrhagen, Haga, Sundsta, Hagaborg, Norrstrand och Rud
| Titel                                                         | Konstnär(er) | Årtal                | Beskrivning                        | Typ - material                                  | Stadsdel/ort | Plats Koordinater                                                               | Bild                                |
| ------------------------------------------------------------- | --- | -------------------- | ---------------------------------- | ----------------------------------------------- | ------------ | ------------------------------------------------------------------------------- | ----------------------------------- |
| There in Cosmos II                                            | Ann Carlsson Korneev | 2006                 |                                    | sten                                            | Råtorp       | Södra Råtorps skola/förskola, Råtorps Parkgata 9 koordinater saknas             | Fler bilder                         |
| Homo ludens – den lekande människan                           | Monika Gora | 2009                 |                                    | glasfiberarmerad polyester                      | Sandbäcken   | Tingvallahallarna, Tingvalla sportcenter koordinater saknas                     | Homo ludens – den lekande människan |
| Fokuserat här för ett koncentrat nu                           | Matti Kallioinen | 2010                 |                                    | brons                                           | Sandbäcken   | Karlstad Curling Arena/Skate/BMX-hall, Tingvalla sportcenter koordinater saknas | Fler bilder                         |
| Konstprojektet 1967 på Hemvägen                               | Ove Lindblom Inga Almlöf-Holmström Gertrud Bensow-Lööf Ingemar Lööf Lasse Sandberg Gunhild Kulander Evert Lundberg Axel Hennix Janne Lundgren | 1967                 |                                    |                                                 | Våxnäs       | Hemvägen koordinater saknas                                                     |                                     |
| Vägen hem                                                     | Anna Kindgren Carina Gunnars | 1964                 |                                    | lackerad plåt                                   | Våxnäs       | Hemvägen koordinater saknas                                                     | Fler bilder                         |
| Bänk i järn och ek                                            | Jokum Lind Jensen |                      |                                    | järn, trä                                       | Våxnäs       | Hemvägen koordinater saknas                                                     | Fler bilder                         |
| Circular fragment                                             | Justus Braunschweig |                      |                                    | järn                                            | Våxnäs       | Hemvägen koordinater saknas                                                     | Fler bilder                         |
| Väntans proportioner                                          | Paula Urbano | 2015                 |                                    | järn                                            | Våxnäs       | hörnet Hemvägen/Plintgatan koordinater saknas                                   | Fler bilder                         |
| Boträdet                                                      | Paavo Kerovaara | 1964                 |                                    | triptyk - glas, marmor och färgad betong        | Gruvlyckan   | Gruvgången 21 koordinater saknas                                                | Fler bilder                         |
| Vårdträdet                                                    | Niklas Göran | 1964                 | reliefer av koppar på betongpelare | reliefer - koppar, betong                       | Gruvlyckan   | Gruvgången 1 koordinater saknas                                                 | Fler bilder                         |
| Öppet klot                                                    | Ulf Johnsson |                      |                                    | röd bohusgranit                                 | Kvarnberget  | Centralsjukhuset, psykiatrihusets entré, Rosenborgsgatan 2 koordinater saknas   | Fler bilder                         |
| Kid                                                           | Arvid Knöppel | 1965                 |                                    | brons                                           | Marieberg    | Mariebergsskolan koordinater saknas                                             | Fler bilder                         |
| Flykt                                                         | Jonas Fröding | 1960                 |                                    |                                                 | Marieberg    | vid stora ingången till Mariebergsskogen koordinater saknas                     | Fler bilder                         |
| Varg                                                          | Lennart Sand | 1999                 |                                    | brons                                           | Marieberg    | vid stora ingången till Mariebergsskogen koordinater saknas                     | Fler bilder                         |
| Under solen                                                   | Klara Kristalova | 2006                 |                                    | brons                                           | Marieberg    | Mariebergsskogens lekträdgård koordinater saknas                                | Fler bilder                         |
| Minnessten över Bertil Uggla, major och förebild för idrotten | Okänd |                      |                                    | Minnessten                                      | Marieberg    | Mariebergsskogen koordinater saknas                                             |                                     |
| Wilhelm Welin                                                 | Eric Rafael Rådberg |                      |                                    | Staty                                           | Marieberg    | Mariebergsskogen koordinater saknas                                             | Fler bilder                         |
| Dimman                                                        | Gusten Lindberg | 1937                 |                                    | brons                                           | Viken        | Wennbergsparken koordinater saknas                                              | Fler bilder                         |
| Pojken med fisken                                             | Alfred Ohlson | omkring 1936         |                                    |                                                 | Viken        | Wennbergsparken koordinater saknas                                              | Fler bilder                         |
| Näcken                                                        | Richard Brixel | 1990                 |                                    | brons                                           | Viken        | Rosenbadsgatan koordinater saknas                                               | Fler bilder                         |
| Flöjtspelerskan                                               | Thomas Qvarsebo | 1991                 |                                    | brons                                           | Viken        | Utanför Länsförsäkringars entré, Köpmannagatan 2A i Viken koordinater saknas    | Fler bilder                         |
| Fontän                                                        | tillverkad av Bolinders Mekaniska Werkstad i Stockholm                                                                                        | 1896                 |                                    | gjutjärn                                        | Viken        | Stadsträdgården koordinater saknas                                              | Fler bilder                         |
| Källan                                                        | Ditte Reijers | 2013                 | Fontän                             |                                                 | Viken        | Stadsträdgården koordinater saknas                                              | Fler bilder                         |
| Into my eye                                                   | Håkan Blomqvist Karin Westman | 2013                 |                                    | järn, glas                                      | Viken        | Stadsträdgården koordinater saknas                                              | Fler bilder                         |
| Portal I och Portal II                                        | Håkan Blomqvist Karin Westman | 2013                 |                                    | järn, glas                                      | Viken        | Stadsträdgården koordinater saknas                                              | Fler bilder                         |
| Ratrace                                                       | Maria Vallgren | 2015                 |                                    | sten, brons                                     | Viken        | Stadsträdgården, kommer ev. att flyttas koordinater saknas                      | Fler bilder                         |
| Med ett leende                                                | Viktor Korneev | 2007                 |                                    | bohusgranit                                     | Viken        | Inre hamn koordinater saknas                                                    | Fler bilder                         |
| Ett fall och en lösning                                       | Pecka Söderberg | 2001                 |                                    |                                                 | Orrholmen    | Orrholmsrondellen koordinater saknas                                            | Fler bilder                         |
| Konst och musik i Orrholmsgaraget                             | Björn Wilde Osmar Diaz Iljaz Amir Marja Olsson Richard Wennberg                                                                               | omkring 2004         |                                    |                                                 | Orrholmen    | Orrholmsgaraget koordinater saknas                                              | Se fler bilder av detta konstverk   |
| Laxfångsten                                                   | Eric Rafael Rådberg | 1939                 |                                    | brons                                           | Herrhagen    | Lundins minne, Karlagatan 15 koordinater saknas                                 | Fler bilder                         |
| Livets skeden                                                 | Sixten Nilsson | slutet av 1930-talet | sex väggrelieferna                 | väggreliefer                                    | Herrhagen    | tre vardera över två portar till Herrhagsgatan 31 (39?) koordinater saknas      | Fler bilder                         |
| Lekande barn                                                  | Oscar Johannesson | 1920                 |                                    | granit                                          | Herrhagen    | Herrhagsparken koordinater saknas                                               | Fler bilder                         |
| Rört                                                          | Gunnar Lundkvist | 2000                 |                                    | betong, belagd med en patinerad yta             | Herrhagen    | Strandvägen 26, Herrhagen koordinater saknas                                    | Fler bilder                         |
| Handen                                                        | Eugen Krajcik | 1994                 |                                    | nätarmerad fiberputs                            | Haga         | Bostadsrättsföreningen Hagaporten, Nygatan koordinater saknas                   | Handen                              |
| Gustaf Adolf Andersson, KMW:s grundare                        | Sixten Nilsson | 1947                 |                                    |                                                 | Haga         | koordinater saknas                                                              | Fler bilder                         |
| Björnskulpturen                                               | Sixten Nilsson | 1990                 |                                    |                                                 | Haga         | Fabriksgatan koordinater saknas                                                 | Fler bilder                         |
| Vändande lodjur                                               | Arvid Knöppel | 1952                 |                                    | brons                                           | Sundsta      | vid Sundstatjärnet 59.38771, 13.50765                                           | Vändande lodjur                     |
| Vågspel                                                       | Lars Sjögren | 1988                 |                                    | svetsad rostfri plåt                            | Sundsta      | fasaden på Sundsta badhus koordinater saknas                                    | Fler bilder                         |
| Fabler i badet                                                | Kent Karlsson | 2012                 |                                    | blästrat glas                                   | Sundsta      | fönsterna mot Sundstatjärn, Sundsta badhus tillbyggnad koordinater saknas       | Fler bilder                         |
| Farkost                                                       | Börje Wahlström | 1992                 |                                    | glanshammarsmarmor, bohusgranit, norsk labrador | Hagaborg     | Hantverkaregatan 15, vid Gubbholmsbron koordinater saknas                       | Fler bilder                         |
| Lekskulptur                                                   | Ove Lindblom | 1965                 |                                    | betong                                          | Hagaborg     | Hagaborgsskolan koordinater saknas                                              |                                     |
| Chair Brogården                                               | Lone Larsen | 2013                 |                                    | brons                                           | Hagaborg     | Hagaborgsskolan koordinater saknas                                              | Fler bilder                         |
| Ragtime                                                       | Niklas Göran | 1962                 |                                    | brons                                           | Norrstrand   | Norrstrandsskolan koordinater saknas                                            | Fler bilder                         |
| Margit                                                        | Gunnar Nilsson | 1904                 |                                    | brons                                           | Norrstrand   | Parken mellan Ulvsbygatan och Norrstrandsgatan 59.39509, 13.52406               | Fler bilder                         |
| De fyra åldrarna                                              | Jonas Fröding | 1947                 |                                    | granit, koppar                                  | Rud          | Ruds kyrkogård koordinater saknas                                               | Fler bilder                         |
| Flicka skyddande låga                                         | Arvid Knöppel | 1937                 |                                    |                                                 | Rud          | Ruds kyrkogård, Uppståndelsens kapell koordinater saknas                        | Fler bilder                         |
| Kampen mellan Jakob och Ängeln                                | Herman Reijers | 1993                 |                                    | brons                                           | Rud          | Ruds centrum koordinater saknas                                                 | Fler bilder                         |
| Stående slagbjörn                                             | Arvid Knöppel | 1972                 |                                    | brons                                           | Rud          | skogsdunge väster om Ruds vårdcentral koordinater saknas                        | Fler bilder                         |
| Flytlasset                                                    | Herman Reijers | 1990                 |                                    | brons                                           | Rud          | Långtäppan i Rud koordinater saknas                                             | Fler bilder                         |
| Portal ett                                                    | Pär Forsgren | 2013                 |                                    | Stål                                            | (Orrholmen)  | Orrholmsgatan, gångvägen mot vattnet koordinater saknas                         |                                     |

## Skulpturer på Kronoparken
| Titel                    | Konstnär(er)            | Årtal | Beskrivning | Typ - material        | Plats Koordinater                                                                 | Bild        |
| ------------------------ | ----------------------- | ----- | ----------- | --------------------- | --------------------------------------------------------------------------------- | ----------- |
| Elefantparaden           | Bie Norling             | 2004  |             |                       | Kronoparkens centrum, lekplats vid cykelväg koordinater saknas                    | Fler bilder |
| Sjölejon                 | Bie Norling             | 2004  |             |                       | Kronoparkens centrum, lekplats vid cykelväg koordinater saknas                    | Fler bilder |
| Élanie I                 | Liss Eriksson           | 1976  |             | brons                 | Kronoparkens vårdcentral, Universitetsgatan 3 koordinater saknas                  | Fler bilder |
| Balanserande klot        | Bo Jonzon               | 1999  |             | patinerad ek          | entrén till Stora Enso Research, Sommargatan 101 A koordinater saknas             | Fler bilder |
| Madonna III              | Ann Carlsson Korneev    | 2000  |             | diabas                | Rondellen framför Karlstads universitet koordinater saknas                        | Fler bilder |
| Tänkande                 | Per Inge Bjørlo         | 2002  |             | sandblästrad stålplåt | framför universitetsbiblioteket koordinater saknas                                | Fler bilder |
| Ansikte I och Ansikte II | Kjersti Wexelsen Gokøyr | 2006  |             | granit, marmor        | Universitetsparken koordinater saknas                                             | Fler bilder |
| Stenblomman              | Margot Hedemann         | 1973  |             | brons                 | Universitetet, gården söder om Café Gläntan koordinater saknas                    | Fler bilder |
| Kattkvinna               | Inga-Louise Lindgren    | 1989  |             | brons                 | Universitetet, mellan hus 9 och hus 5 koordinater saknas                          | Fler bilder |
| Kunskapens väktare       | Herman Reijers          | 1999  |             | brons                 | Universitetet, framför hus 11, norr om Universitetsbiblioteket koordinater saknas | Fler bilder |
| Lennart Andersson        | Herman Reijers          | 1994  |             | brons                 | Universitetet koordinater saknas                                                  | Fler bilder |

## Skulpturer i Alster, Edsvalla, Skåre, Molkom, Zakrisdal, Vålberg, Vallargärdet och Skutberget
| Titel                                    | Konstnär(er)         | Årtal | Beskrivning              | Typ - material           | Stadsdel/ort           | Plats Koordinater                                                    | Bild         |
| ---------------------------------------- | -------------------- | ----- | ------------------------ | ------------------------ | ---------------------- | -------------------------------------------------------------------- | ------------ |
| Frödingstenen                            | Christian Eriksson   | 1921  |                          | granit                   | Alster                 | skogsdunge intill Alsterån, nära Alsters herrgård koordinater saknas | Fler bilder  |
| Gustaf Fröding                           | Malin Uddling        |       | Byst över Gustaf Fröding | byst - brons             | Alster                 | Alsters herrgård 59.39842, 13.60294                                  | Fler bilder  |
| Black Button                             | Hiroshi Koyama       | 2013  |                          |                          | Edsvalla               | utanför järnvägsstationen i Edsvalla koordinater saknas              | Black Button |
| Myrslok                                  | Axel Nordell         | 1987  |                          | plastlaminat             | Skåre                  | Centrumvägen i Skåre, vid servicehuset Källan koordinater saknas     | Fler bilder  |
| Aniara                                   | Calevi Tenhovaara    | 2006  |                          | diabas                   | Molkom                 | Nyeds skola, framför Molkoms bibliotek koordinater saknas            | Fler bilder  |
| Fröken Onödig                            | Astrid Göransson     | 2013  |                          |                          | Molkom                 | Molkoms nya torg koordinater saknas                                  | Fler bilder  |
| Ska vi leka                              | Eva Fornåå           | 2011  |                          | brons                    | Zakrisdal              | Zakrisdals vårdboende, Storkullegatan 11 koordinater saknas          | Fler bilder  |
| Kraftsamlaren                            | Lolo Funck Andersson | 2002  |                          | granit                   | Vålberg                | Vålbergs centrum koordinater saknas                                  | Fler bilder  |
| The Stage                                | Roland Persson       | 2013  |                          | målad brons              | Vallargärdets skolgård | koordinater saknas                                                   | Fler bilder  |
| Anders Forsell, friluftsområdets skapare | Victor Korneev       | 2003  |                          |                          | Skutberget             | koordinater saknas                                                   | Fler bilder  |
| Portal med puckar                        | Ann Carlsson Korneev | 2012  |                          | granit, diabas och gnejs | Skutberget             | koordinater saknas                                                   | Fler bilder  |

## Fotnoter
1. ↑  Placerades på Stora Torget 1985, flyttad till nuvarande plats 1989
2. ↑  1995-2005 placerad på Stora Torget
3. ↑  De verk som ingår är:
  - Ingemar Lööf: Två stolpar
  - Niklas Göran: Anno 1967
  - Inga Almlöf-Holmström: På väg på vägg
  - Paavo Kerovaara: Solögat
  - Gunhild Kulander: Levande bakgrund till blåsten
  - Evert Lundberg: Formar från havet
4. ↑  utfördes i gips 1885, i brons första gången 1910
5. ↑  De verk som ingår är:
  - Björn Wilde: Blue Corner
  - Osmar Diaz: Orr-korallen
  - Iljaz Amir: Skymningsbubblan och Pastellen
  - Marja Olsson: Skogenpalatset
  - Richard Wennberg: Främmande framtid
6. ↑  utförd 1968, placerad 1999